# Palmaris sajama
Palmaris sajama är en fjärilsart som beskrevs av Maasen och Gustav Weymer 1890. Palmaris sajama ingår i släktet Palmaris och familjen praktfjärilar. Inga underarter finns listade i Catalogue of Life.